# وادي الجناح (عنيزة)
وادي الجناح أو مركز وادي الجناح هو مركز يتبع محافظة عنيزة، يُصنف المركز بفئة ب.

## الموقع
يحد مركز وادي الجناح من الجهة الشمالية عنيزة (طريق المطار ومركز الغماس)، ومن الجهة الغربية جسر الهلالية بحوالي 30 كيلو متر، ومن الجهة الجنوبية أبراج المذيب بحوالي 25 كيلومتر، ومن الجهة الشرقية طريق المذنب.

## المعالم
- بيت الحمدان الأثري: الذي تم افتتاحه من قبل الأمير فيصل بن بندر أمير منطقة القصيم آنذاك عام 1427 هـ، يعتبر المعلم الأثري احدًا من أبرز المعالم الأثرية على مستوى محافظة عنيزة.
- قلعة الربيعي: تعتبر قلعة الربيعي التي تم استغرق بناؤها من الحجر الصخري والطين خمس سنوات، صرحًا تاريخيًا تبلغ مساحته الدائرية 250 متر مربع، ويتكون من خلوة (قبو) وثلاث صفاف (غرف)، وعدد اثنين معشي (مجلس) وشمسة (منور) وبيت درج وصهروج (دورة مياه) وساحة.
- منتجع المغارة: هو من المعالم السياحية التي بنيت من الصخور السوداء وتم استغلال إحدى جهاته كشلال يتوفر على بحيرة جميلة.
- عين الجمشة.
- عين المبرك: والأخيرتان عين الجمشة وعين المبرك حفرتهما زبيدة زوجة هارون الرشيد لسقاية الحجاج.

## السكان والمِهن
يشتغل معظم سكان وادي الجناح والبالغ عددهم 3.500 نسمة بالزراعة، حيث تحتل الزراعة مساحات واسعة من القرية، فيما يزيد عدد المزارع على مائة مزرعة تنتج التمور والحبوب، فيما يعمل المزارعون على تربية المواشي والدواجن أيضا.